# Poecilopharis rufofemorata
Poecilopharis rufofemorata är en skalbaggsart som beskrevs av Heller 1916. Poecilopharis rufofemorata ingår i släktet Poecilopharis och familjen Cetoniidae. Inga underarter finns listade i Catalogue of Life.